# بانک والتا
بانک والتا (انگلیسی: Bank of Valletta) شرکت خدمات مالی و بانکداری مالتی است، که در سال ۱۹۷۴ تأسیس شد.